# Bertrade de Montfort
Bertrade de Montfort (1070-1117), grevinna av Anjou och fransk drottning, andra fru till kung Filip I av Frankrike.
Hon var dotter till Simon I de Montfort och Agnes av Evreux. Hennes bror var Amaury III de Montfort. Bertrande beskrevs som mycket vacker. Greve Fulko IV av Anjou lämnade sin fru för hennes skull och gifte sig med henne. 1092 blev kungen förälskad i henne och gifte sig med henne trots att han redan var gift. Påven bannlyste honom därför för bigami och förbjöd honom att delta i första korståget 1096. Bertrande försökte få sina egna söner att efterträda maken på tronen, men misslyckades. 1117 gick hon i kloster, och beskrevs då fortfarande som mycket vacker.